# Goldach
Goldach es una comuna suiza del cantón de San Galo, ubicada en el distrito de Rohrschach. Limita al norte con la comuna de Horn (TG), al este con Rorschach y Rorschacherberg, al sur con Untereggen, y al oeste con Mörschwil y Tübach.

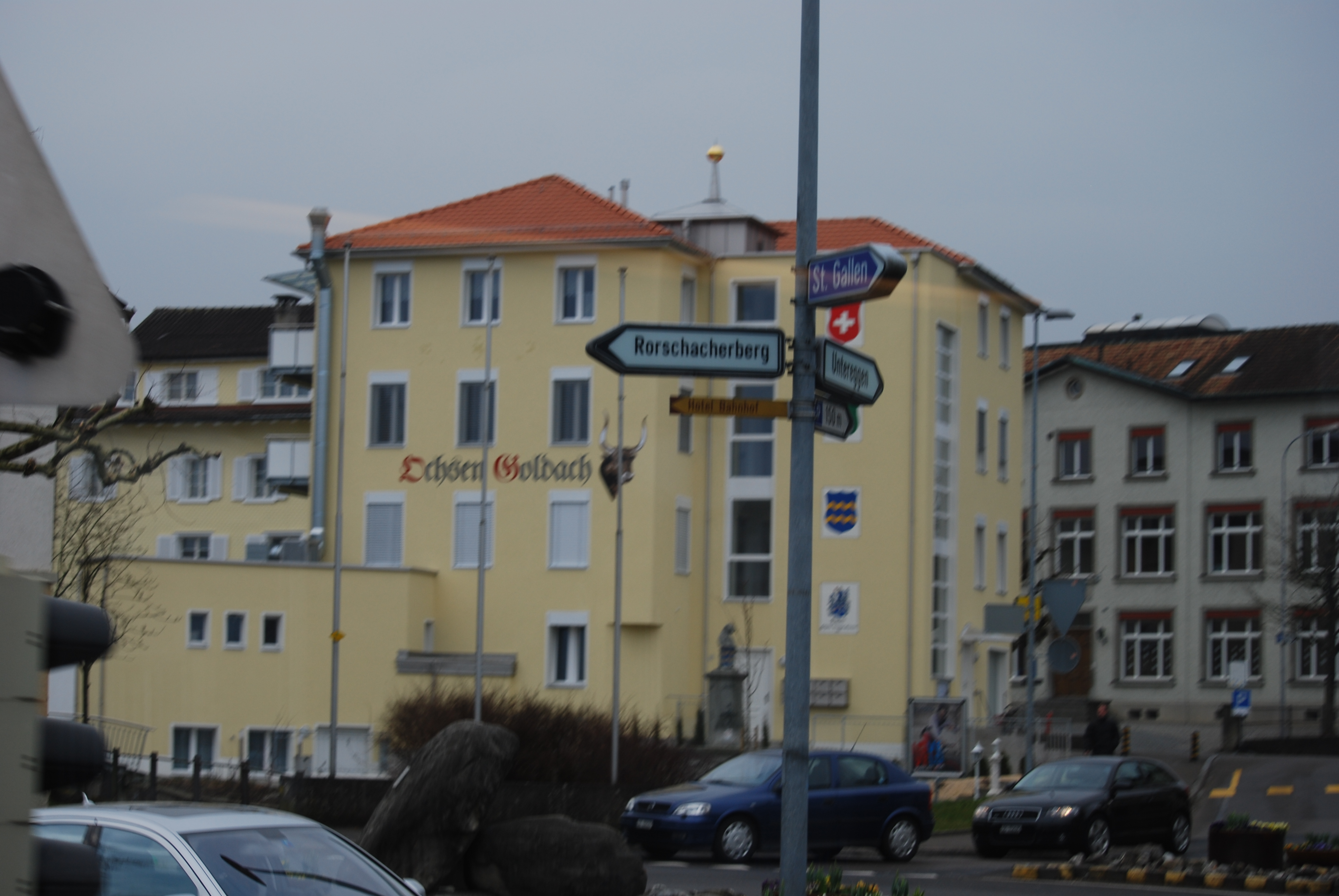
Goldach